# Dobó Zoltán
Dobó Zoltán (Budapest, 1928. április 4. – Miskolc, 2016. január 4.) labdarúgó, csatár. A Diósgyőri VTK csapatában a legtöbb gólt szerző játékos 100 találattal.

## Pályafutása

### Klubcsapatban
Angyalföldön született. A Vasasban mutatkozott be az NB I-ben. Ezt követően szerepelt a MATEOSZBAN és Tatabányán. 1952-ben Pécsújhegyről szerződött Diósgyőrbe. 1952–1954 között a Diósgyőri Vasas labdarúgója. Az 1952-es idényben 21 élvonalbeli mérkőzésen szerepelt és 11 gólt szerzett, de csapata kiesett az NB I-ből. Az 1953-as idényben a második osztályban 29 mérkőzésen 56 gólt szerzett és ezzel gólkirály lett és a csapat is visszajutott az első osztályba. 1954-es idényben 26 mérkőzésen 16 gólt szerzett.
1955-ben a budapesti Vasas Izzó csapatában játszott majd visszatért a Diósgyőrbe, ahol 1956–1957 között 19 másodosztályú mérkőzésen szerepelt és 17 gólt szerzett.
Az 1958–59-es idényben a Miskolci VSC együttesében szerepelt.

### A válogatottban
1953. október 4-én, a Népstadionban Csehszlovákia B-csapata ellen szerepelt a magyar B-válogatottban és a magyar csapat az ő két góljával győzött 2–1-re. A mérkőzést követően egy másik magyar B-csapat Bulgária B-csapatát győzte le 3–0-ra. A két mérkőzést 55 ezer embert nézte meg.

## Sikerei, díjai
- Magyar bajnokság - NB II
  - bajnok: 1953
  - gólkirály: 1953 (56 gól)